# Moulin à vent de Wimbledon
Le Moulin à vent de Wimbledon (Wimbledon Windmill) est un moulin à vent classé de Grade II * situé sur Wimbledon Common dans le quartier londonien de Merton, au sud de Londres, qui est conservé comme musée. 

## Histoire
Une demande de construction d'un moulin à vent sur la commune a été refusée en 1799 lorsque le demandeur, John Watney, n'a pas produit de plans pour le projet de moulin sur demande. En 1816, Charles March, un charpentier de Roehampton a demandé la permission de construire un moulin à vent. La demande a été accordée l'année suivante et le moulin a été construit et achevé en 1817. Le moulin a cessé de fonctionner en 1864, lorsque le meunier a été expulsé par le seigneur du manoir, Earl Spencer, qui voulait fermer les terres communes pour son propre usage. Le meunier a insisté pour enlever la plupart des machines afin que le moulin ne puisse pas fonctionner en concurrence avec ses autres moulins à Kingston. Le bâtiment principal du moulin a été reconstruit en briques pour offrir un logement. 
Pendant la Seconde Guerre mondiale, le moulin a été camouflé avec un schéma vert terne pour réduire sa visibilité et une de ses voiles a été retirée, car il était à proximité des camps militaires installés sur le Common. Le moulin a été repeint après la fin de la guerre, mais les voiles ont été arrêtées en 1946 en raison d'une usure excessive des engrenages. En 1952, l'usine a été inspectée et une liste de réparations a été établie. Après un appel public en 1954 pour lever des fonds, le moulin est restauré et les voiles tournent à nouveau le 25 mai 1957. Le moulin a été restauré à nouveau en 1975 et transformé en musée. En 1999, une subvention du Heritage Lottery Fund a permis de remettre les voiles en état de marche. Le musée, initialement sur un seul étage mais étendu à deux en 1999, raconte l'histoire des moulins à vent depuis leurs origines jusqu'à nos jours, en utilisant des modèles, des exemples de machines et d'outils du métier. Une pièce d'un des petits appartements est conservée pour illustrer comment le bâtiment a été utilisé comme logement. Ce n'est plus un moulin qui fonctionne, mais un modèle finement détaillé montre la machine telle qu'elle était à l'époque. 
Le 2 août 2015, une voile est tombée du moulin, endommageant la base en dessous. 

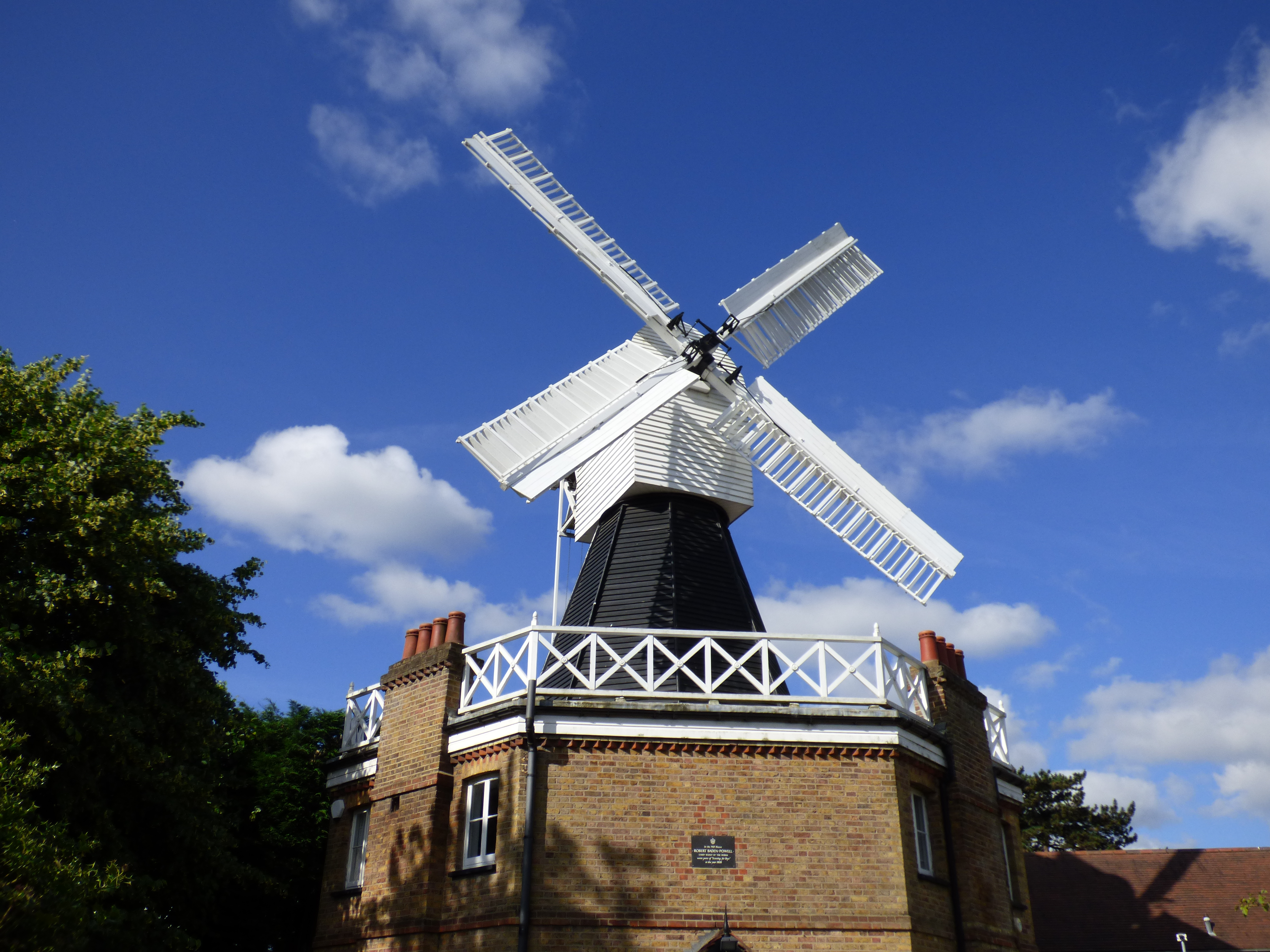
Moulin à vent de Wimbledon, juin 2014

## Meuniers
- Dann - 1840
- Un Halloway - 1858.
- John Marsh - années 1860

Références ci-dessus: - ,

## Culture et médias
Le moulin de Wimbledon Windmill est l'endroit où Robert Baden-Powell est resté en 1902 et a écrit des parties de Scouting for Boys, qui a été publié en 1908. Le moulin à vent de Wimbledon a également figuré dans l'épisode de Doctor Who intitulé Le massacre de la Saint-Barthélemy (Bell of Doom) qui a été filmé en 1966. Il apparaît également dans le film "Hammer the Toff" de 1952. 

## Accès public
Le moulin à vent est maintenant un musée, détaillant sa propre histoire, ainsi que l'histoire des moulins à vent en général. Le musée est ouvert le week-end et les jours fériés de mars à octobre. Il présente des expositions interactives, telles que des modèles à bouton-poussoir et des activités de broyage des grains, en plus de permettre aux visiteurs d'explorer la configuration et l'utilisation du moulin. Le moulin à vent et le café voisin sont situés sur le Common à côté d'espaces ouverts et de bois. 

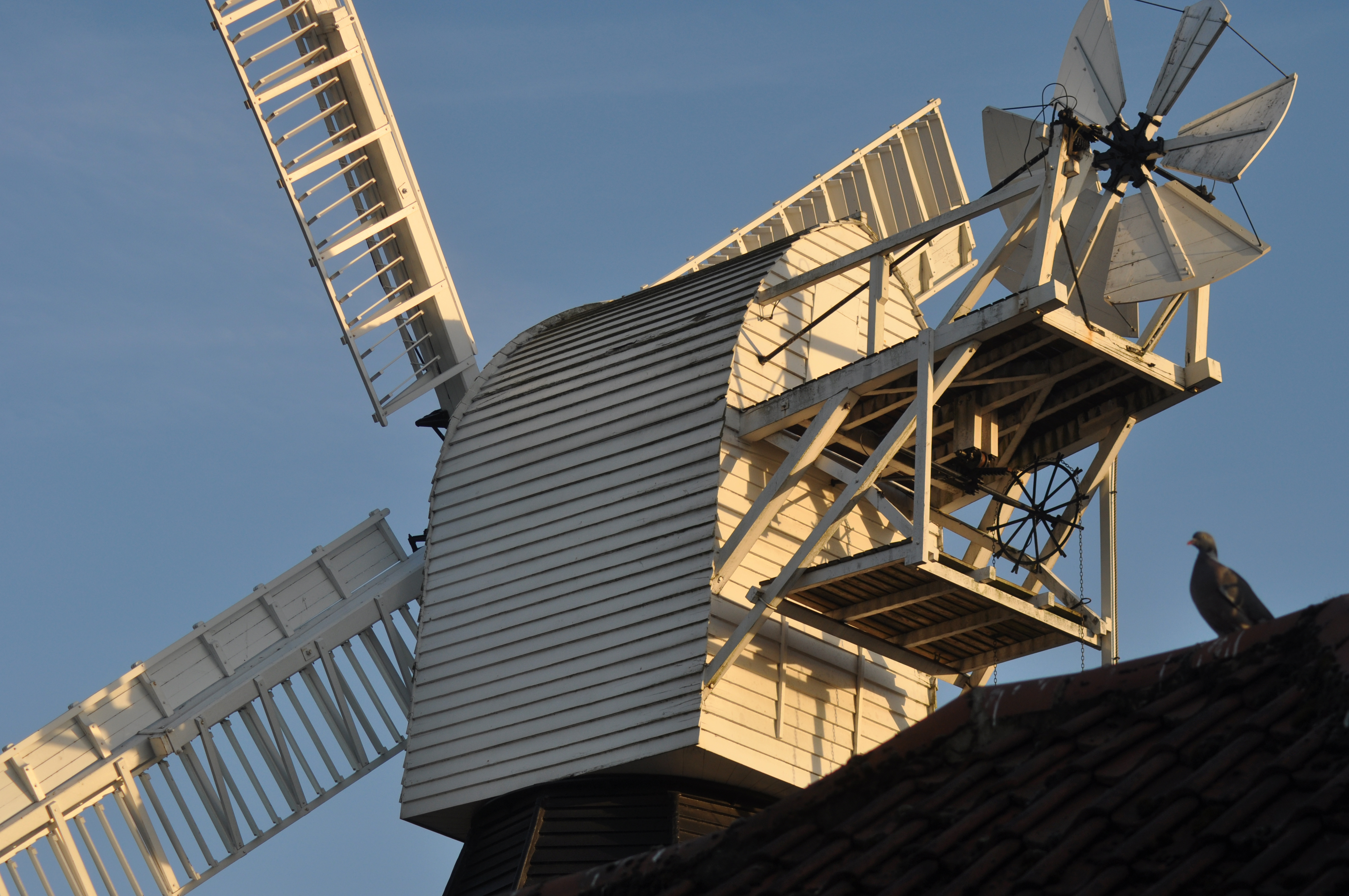
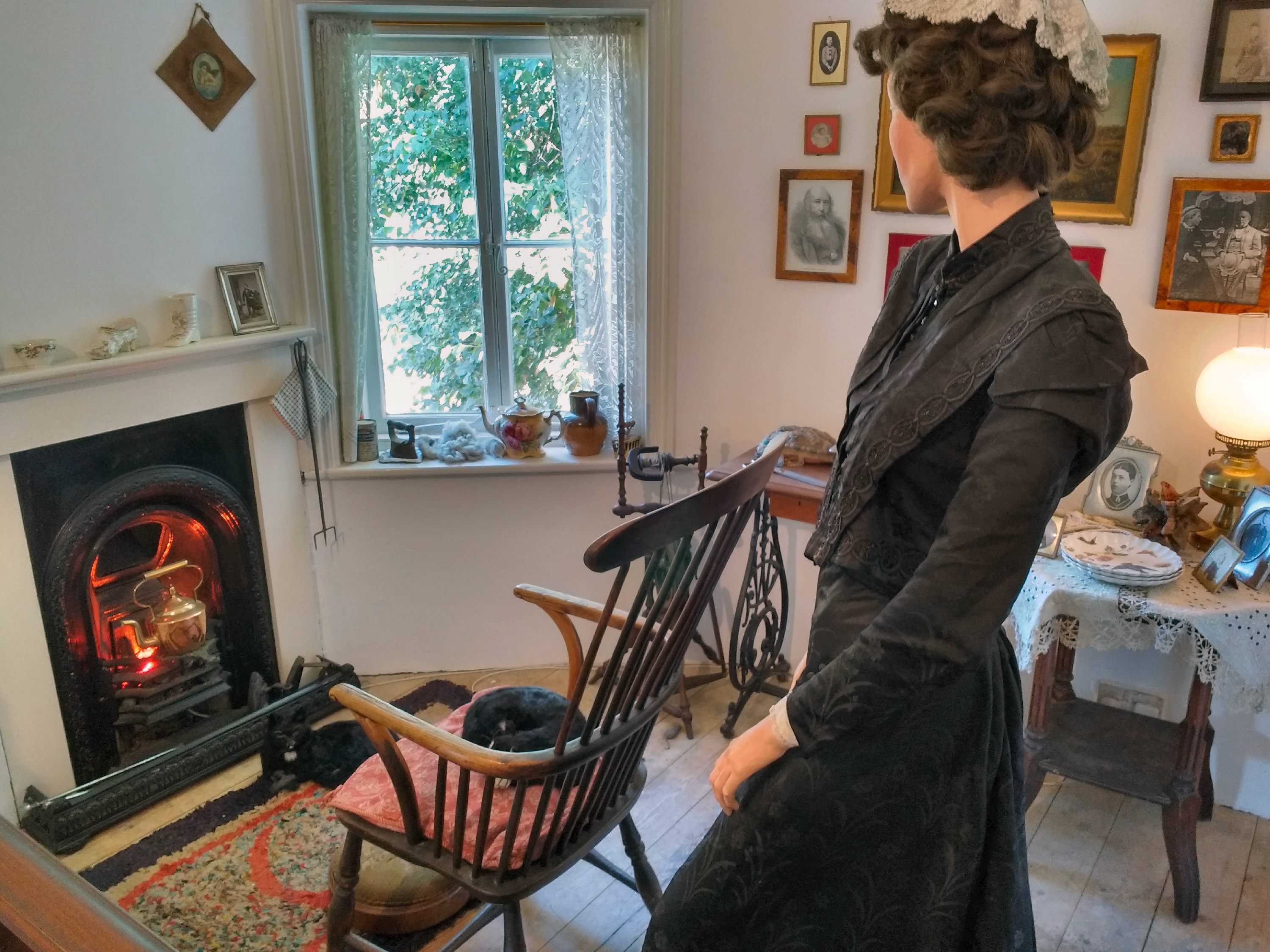